# Библиотека Маулана Азад
Библиотека Маулана Азад — центральная библиотека Алигархского мусульманского университета в Алигархе, Индия. Это самая большая университетская библиотека в Азии. Семиэтажное здание окружено 4,75 акров (1,92 га) лужаек и садов. В библиотеке хранится около 1 800 000 книг. 7 декабря 2010 года отмечалось 50-летие библиотеки.

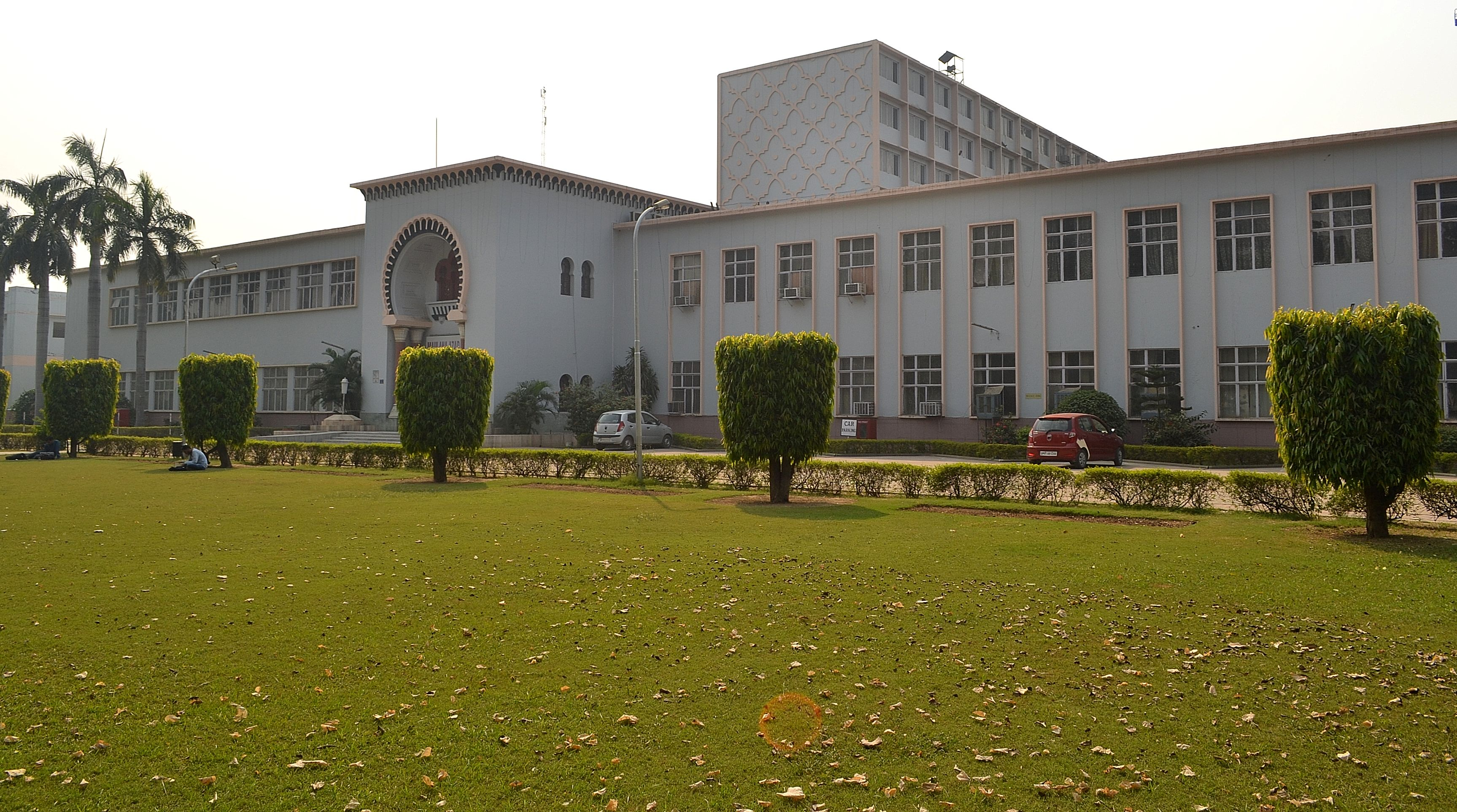
Библиотека Маулана Азад

Библиотека получила в дар около 5000 книг, которые были личной коллекцией Каифи Азми.
Библиотеку возглавляет доктор Амджад Али.

## История
Фундамент библиотеки был заложен в 1877 году во время основания Магометанского Англо-восточного колледжа лордом Робертом Бульвер-Литтоном, 1-м графом Литтоном, тогдашним вице-королем Индии, и была названа в его честь Библиотекой Литтона. Нынешнее семиэтажное здание было открыто Джавахарлалом Неру, первым премьер-министром Индии в 1960 году, а библиотека была названа Библиотекой Маулана Азад в честь великого учёного, просветителя, государственного деятеля, борца за свободу и первого министра образования Индии Абула Калама Азада.

## Коллекции
Коллекция библиотеки включает около 1 800 000 книг, а также периодические издания, брошюры, рукописи, картины и фотографии. Деятельность библиотеки направлена на поддержку студентов всех факультетов университета.
В библиотеке имеется значительная коллекция старопечатных книг на многих языках, включая латинский перевод арабского труда «Книга оптики» Ибн аль-Хайсама (965–1039), опубликованный в 1572 году. В библиотеке хранится бесценная коллекция из 15 162 редких рукописей, одна из которых, написанная на пергаменте куфическим письмом, как утверждается, была начертана Али (четвёртым халифом ислама) 1400 лет назад. Другие предметы в коллекции включают несколько фарманов (указов), изданных Великими Моголами (включая Бабура, Акбара, Шах-Джахана, Шах Алама, Шах Аламгира и Аурангзеба); «рубашка», на которой написан весь Коран письмом хафи; аюрведа, написанная на телугу; и произведения Бхасы, написанные на языке малаялам на пальмовых листьях.
Восточный отдел библиотеки Маулана Азад насчитывает около 200 000 печатных книг и периодических изданий. Полученные пожертвования обозначены как специальные коллекции по именам их дарителей. Коллекция урду, насчитывающая более 100 000 книг, составляет большую часть Восточного отдела. Значительное количество редких и вышедших из печати публикаций XIX века принадлежит Научному обществу сэра Саида Ахмад-хана, Колледжу Форт-Уильяма (Калькутта), Колледжу Дели, Колледжу Агры и Королевской типографии суда Дели.
Среди большой коллекции картин Великих Моголов — картина Мансура Наккаша, придворного художника императора Джахангира, «Красный цветок». В библиотеке также сохранились некоторые ценные санскритские произведения, переведённые на персидский язык. Абул ль-Фейз (Файзи), выдающийся учёный при дворе Акбара, перевёл на персидский язык несколько санскритских сочинений, таких как Махапурана, Бхагавадгита, Махабхарата и Лилавати.

## Здания и сервисы
Здание семиэтажное. Оно окружено 4,75 акрами лужаек и садов. Более 8000 студентов, преподавателей и других сотрудников университета ежедневно посещают библиотеку и пользуются её услугами. Помимо восьми небольших читальных залов, есть шесть больших читальных залов, вмещающих около 2000 студентов одновременно. Читальные залы открыты 18 часов в сутки. Библиотека предоставляет университетскому городку доступ к онлайн-журналам через компьютерную лабораторию. Цифровые ресурсы по многим темам доступны через Центр цифровых ресурсов. Все выпускаемые книги имеют штрих-код для автоматической регистрации приёма и выдачи. В университете созданы книжные собрания для студентов определённых профессиональных курсов.
К электронным ресурсам библиотеки добавлено 43 тысячи электронных журналов, которые доступны в сети университетского городка. Также имеется возможность прибегнуть к библиотеке открытого доступа (OALib), базе данных, содержащей более 2 000 000 полнотекстовых проиндексированных статей, охватывающих исследовательские темы, относящиеся практически ко всем академическим дисциплинам, включая математику, физику, химию, инженерию, биологию, материаловедение, медицину, социальные и гуманитарные науки.